# Saurita intricata
Saurita intricata là một loài bướm đêm thuộc phân họ Arctiinae. Loài này được Francis Walker mô tả năm 1854. Loài này có ở bang Espírito Santo và Rio de Janeiro của Brasil.